# Torres de Segre
Torres de Segre és una vila i municipi que s'estén al sector de ponent de la comarca del Segrià, a la vall del riu Segre. Limita amb els termes segrianencs d'Alcarràs i Sudanell al nord, de Sunyer a l'est, de Sarroca de Lleida i Aitona al sud, de Soses a l'oest, i amb un petit sector del de Fraga (Baix Cinca), al sud-oest. El territori del vessant dret de la vall (que correspon a l'antic terme de Vilanova de Remolins) arriba en una estreta i allargada llenca fins al Baix Cinca i és regat pel canal d'Aragó i Catalunya i per la séquia de Remolins, mentre que el de l'esquerra, molt més extens, ho és per l'antiga séquia de Torres i el canal de Seròs, que comprèn el pantà d'Utxesa, on aflueixen els barrancs de la Vall Major i la vall del Secà.

## Geografia
- Llista de topònims de Torres de Segre (Orografia: muntanyes, serres, collades, indrets..; hidrografia: rius, fonts...; edificis: cases, masies, esglésies, etc).

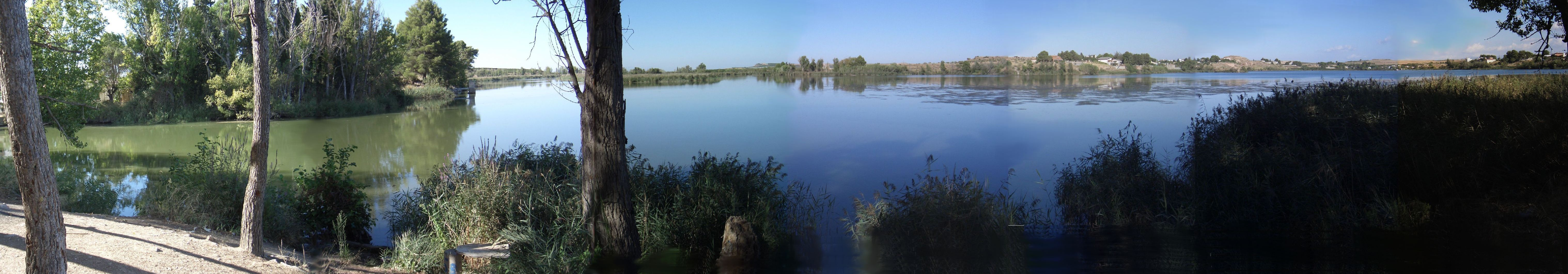
Pantà d'Utxesa

El terme comprèn la vila i cap de municipi de Torres de Segre, únic nucli de població agrupada del terme, i un conjunt d'urbanitzacions no diferenciades entre si conegudes pel nom conjunt d'Utxesa. Travessen el territori importants vies de comunicació: Al nord de la vila i per ordre d'aparició, creuen el terme l'autopista AP-2, que no té accés al terme, la carretera N-IIa en direcció a Lleida i l'Autovia del Nord-est. A llevant i de S a N, passa la N-230 entre Llardecans i Lleida. Del poble surten dues carreteres, una que enllaça amb la N-IIa i una altra que mena a Sudanell, on entronca amb la N-230.
El pantà d'Utxesa fou originat pel canal de Seròs, que, procedent del N de la ciutat de Lleida, alimenta la central hidroelèctrica de Seròs (a Aitona), després de travessar diversos termes de l'esquerra del Segre; el pantà és regulat per aquest canal i constitueix una important reserva de fauna. Al pantà d'Utxesa, que atreu pescadors de tota la regió de Lleida, s'ha establert un refugi de caça de l'Institut Nacional de Conservació de la Natura (anomenat Refugi dels Pescadors) per a la protecció d'ocells aquàtics, entre altres espècies. De fet, modernament, part de l'entorn del pantà d'Utxesa és una reserva de fauna salvatge i forma part del Pla d'Espais d'Interès Natural (PEIN). El pantà té diferents aprofitaments, hidroelèctric, agrícola, recreatiu i esportiu.

## Història
La població de Torres de Segre té (com ja indica el seu nom) un origen defensiu dins la línia de fortaleses aturonades damunt el Segre en tot aquest sector. D'origen àrab, el primer esment ja com a força cristiana és del 1153, dins la casa de Cervera, senyora d'aquest sector de la comarca, en una donació al monestir de Poblet. El 1168 l'església de Torres depenia del paborde d'Alcarràs.
La séquia de Torres (que partint del Segre pren les aigües sota les comportes de La Canadenca a Lleida i rega les hortes del Cappont, Albatàrrec, Montoliu, Sudanell fins a Torres) té un origen antiquíssim i apareix documentada ja el 1154 com a séquiavetula, és a dir, que existia ja abans de la conquesta cristiana. El 1184 Alfons I autoritzà Ramon de Cervera per a construir una séquia des de Castellpagès (Vilanova de la Barca) fins als termes de Torres i Gebut (que hauria prolongat l'antiga) amb la condició de no poder variar el seu curs sense el consentiment dels templers, que tenien també la senyoria sobre la séquia d'Alcarràs, paral·lela al marge dret del Segre.
El 1227 Ramon de Cervera vengué per 9.000 morabatins d'or el castell i la vila de Torres de Segre i els seus drets sobre la séquia de Torres als mercaders llenguadocians Hug de Blumat, Pere Clavell i Guillem Hug de Tolosa. El condomini de les tres famílies passà per diverses mans fins que fou adquirit pel bisbe d'Osca Jaume Sarroca (fill natural de Jaume I), el qual deixà el castell i drets als templers (en el seu testament del 1289, amb l'obligació de pagar 3.000 sous jaquesos al monestir de Poblet).
Els templers establiren la comanda de Torres, que a l'extinció de l'orde (1317) passà als hospitalers, els quals integraren la comanda en el Gran Priorat de Catalunya i de la qual adquiriren la jurisdicció alta i baixa (civil i criminal) el 1357. Hi hagué sovintejats problemes entre la paeria de Lleida i els comanadors (templers i hospitalers) de Torres per qüestió dels drets sobre la séquia.
El 1293 el comanador signà un conveni perquè els veïns de Sudanell poguessin fer ús de l'aigua per amerar les basses de cànem; el 1325 el bisbe de Lleida firmava una sentència arbitral per la qual autoritzava els hospitalers a prendre aigua més avall del Pont Major de la ciutat obligant el comanador a pagar als paers 350 sous anuals; el 1398 els homes de Torres signaren una carta de veïnatge amb Lleida, amb Sudanell i Gebut; el 1445 els paers estipularen un conveni amb el comanador pel qual aquest es comprometia a tenir neta i en bon estat la séquia; el 1464, en el setge de Lleida durant la guerra contra Joan II hi hagué enfrontaments amb el comanador, que amagava blat quan la ciutat de Lleida passava gana.
Des del 1525 Torres es governà, com Lleida, amb règim de paeria, i eren freqüents les queixes dels regidors de la ciutat al rei pels abusos de la vila i dels comanadors a les hortes on passava la séquia. Des del segle xvii hi hagué nous conflictes entre comanadors de Torres i paers de Lleida, però el consell general de la ciutat autoritzà la vila a construir una nova peixera més amunt del pont del riu. Malgrat això, es perdia molta aigua, però no fou fins al 1803 que el Consell de Castella aprovà de fer-ne una de nova, que durà fins a la construcció del canal de Seròs (1914). Des d'aleshores la séquia pren l'aigua d'aquest canal, a poca distància de les comportes de La Canadenca (es manté en aquest indret la casa de la primitiva séquia i s'aprecien vestigis de l'antiga peixera). A la fi de l'Antic Règim, extintes les senyories, l'administració liberal atorgà (1837) a l'ajuntament de Torres el cabal de la séquia mitjançant el pagament d'un cànon al patrimoni reial; els drets d'explotació de la séquia foren posats a subhasta el 1849 i els nous adjudicataris formaren la Comunitat de Regants de Torres de Segre.
Torres de Segre protagonitzà un famós esdeveniment del catalanisme lleidatà: un grup de patriotes organitzaren (1900) una expedició fluvial (en una barca presidida per la bandera catalana) Segre avall, amb Frederic Renyé i Viladot, Manuel Roger de Llúria, Salvador Revés, Joan Bergós, Enric Arderiu i Manuel Espluga, que feren abrandats discursos als pobles per on passaren; a Torres es feu un acte polític i literari a l'ermita de la Mare de Déu de Carrassumada. El governador José Martos O'Nealle prengué represàlies (desterrà Arderiu a Huelva) i hi hagué mítings multitudinaris organitzats per Solidaritat Catalana.

## Demografia
| 1497 f | 1515 f | 1553 f | 1717 | 1787  | 1857  | 1877  | 1887  | 1900  | 1910  |
| ------ | ------ | ------ | ---- | ----- | ----- | ----- | ----- | ----- | ----- |
| 49     | 59     | 76     | 213  | 1.643 | 1.626 | 1.558 | 1.614 | 1.619 | 1.945 |

| 1920  | 1930  | 1940  | 1950  | 1960  | 1970  | 1981  | 1990  | 1992  | 1994  |
| ----- | ----- | ----- | ----- | ----- | ----- | ----- | ----- | ----- | ----- |
| 2.029 | 1.882 | 1.348 | 1.589 | 1.945 | 2.045 | 1.820 | 1.863 | 1.814 | 1.814 |

| 1996  | 1998  | 2000  | 2002  | 2004  | 2006  | 2008  | 2010  | 2012  | 2014  |
| ----- | ----- | ----- | ----- | ----- | ----- | ----- | ----- | ----- | ----- |
| 1.786 | 1.805 | 1.815 | 1.854 | 1.935 | 2.054 | 2.055 | 2.080 | 2.165 | 2.301 |

| 2016  | 2018  | 2020  | 2022  | 2024  | 2026 | 2028 | 2030 | 2032 | 2034 |
| ----- | ----- | ----- | ----- | ----- | ---- | ---- | ---- | ---- | ---- |
| 2.253 | 2.307 | 2.366 | 2.248 | 2.318 | -    | -    | -    | -    | -    |

## Economia
Torres de Segre és un poble majoritàriament agrícola on predominen els conreus de fruita dolça (préssecs, nectarines, peres o pomes), cereals (blat i ordi) i diverses hortalisses. Explotacions agràries d'extensió petita i mitjana. Ramaderia ovina, bovina, porcina i aviram.

## Llocs d'interès

### Camí Natural de Torres de Segre i Utxesa
Al poble de Torres de Segre hi trobem dos espais naturals d'elevat interès, d'una banda el riu Segre, que dona nom al municipi i d'altra banda Utxesa un espai amb moltes coses per descobrir.
El Riu Segre és un gran corredor biològic. El tram que passa per Torres de Segre podem dir que comunica la zona del Parc de la Mitjana i Aiguamolls de Rufea amb la zona de l'Aiguabarreig Segre-Cinca, formant així un gran enllaç natural.
Utxesa és un espai natural catalogat dins el PEIN (Pla d'Espais d'Interès Natural). Té una superfície de 642 ha formant part dels termes municipals de Torres de Segre, Aitona i Sarroca de Lleida.

### Església parroquial

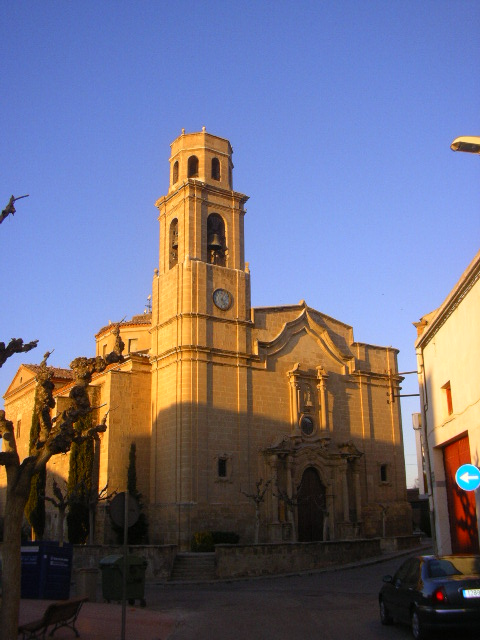
Església de Nostra Senyora d'Assumpta

El Ple de la corporació municipal de Torres de Segre reunit el 26 de novembre de 2002 va acordar declarar com a bé cultural d'interès local la Parròquia de la Mare de Déu Assumpta de Torres de Segre. Aquesta església va ser construïda a mitjans del segle xviii (1749-1759) i respon a una tipologia d'edifici classicitzant, de planta basilical, transsepte i cúpula al creuer, amb rèmoles barroques, àmpliament difós a la Catalunya de Ponent. Aquesta construcció va substituir l'antic edifici romànico-gòtic per l'actual.
Malgrat la gran destrucció que patí l'edifici en la guerra civil, ja que la població de Torres de Segre es trobava l'any 1938 en primera línia del front de guerra, l'església té suficients valors arquitectònics com per garantir la seva conservació.

### Ermita de la Mare de Déu de Carrassumada

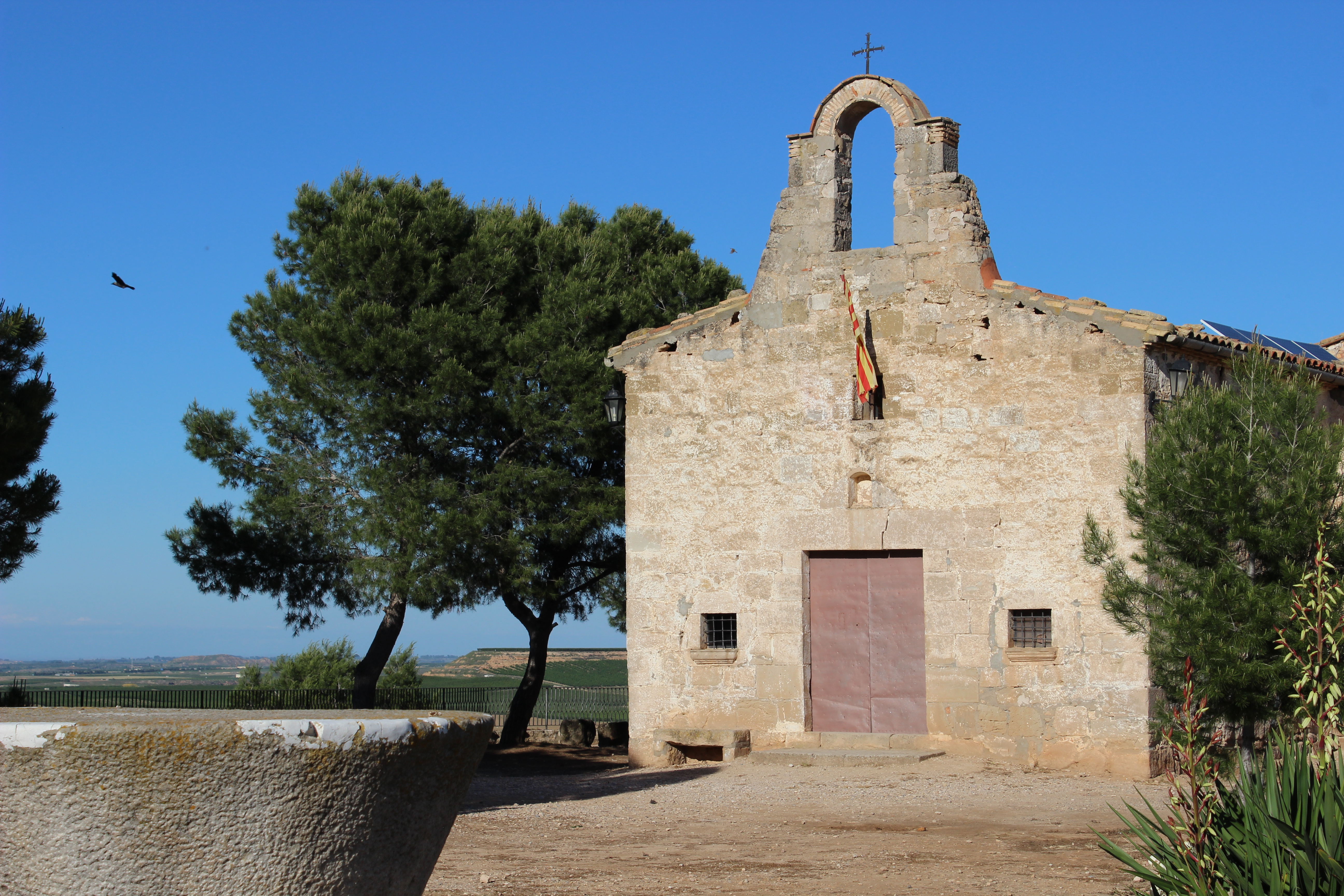
Ermita de Carrassumada

Uns 2,5 km al SE de la vila hi ha, aturonada, l'ermita de la Mare de Déu de Carrassumada, que domina un magnífic paisatge amb la plana de Solibernat, el pantà d'Utxesa i al fons Montmeneu, Seròs, Aitona i Sunyer i, més al N, la silueta de la Seu Vella de Lleida. L'ermita i la casa de l'ermità són del segle XVII; la llinda del petit temple, d'una nau i campanar d'espadanya, porta la data del 1696. Hi ha restes d'antics murs i soterranis amb vestigis medievals. El lloc de Carrassumada consta ja en els Termini antiqui com una almúnia sarraïna i sembla que aviat l'antiga mesquita es convertí en temple votiu a la Mare de Déu (com Granyana i Butsènit), on al segle xvi acudien ja peregrinacions de tota la comarca. Segons el P. Camós la primitiva imatge desaparegué en la guerra dels Segadors. S'hi celebra un aplec el primer diumenge de setembre.

### Molí (actual Museu de l'Evolució)

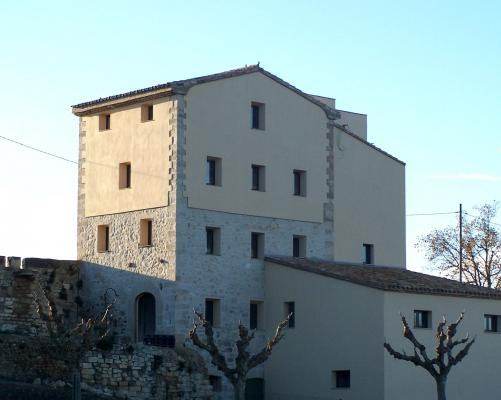
Museu de l'Evolució

El molí de Torres de Segre fou construït l'any 1880 per iniciativa de la Comunitat de Regants de la Vila i gràcies a la gran col·laboració que van dedicar-hi els principals regants de dita comunitat. El Sr. Alexandre Capdevila i Montull es va vendre els terrenys on està ubicat, amb unes condicions de pagament molt avantatjoses per la comunitat. Aquests terrenys comprenien el que ara és el molí, la bassa i una part més de terreny, que es va convertir en quadres i l'hort del molí.
Els primers anys es va instal·lar una turbina, s'hi va acoblar una dinamo que produïa força elèctrica. I gràcies a la turbina va aparèixer la primera bombeta de llum a la població. Quan la Canadenca va construir la central de Seròs (1912-1916), mitjançant l'acord corresponent entre aquesta i la comunitat, la dinamo va deixar de funcionar. A canvi, la Canadenca va concedir un determinat nombre de kilowatts a un preu baix. A més de solucionar les necessitats de la molturació locals, també venien a moldre molta gent dels pobles veïns que s'hi desplaçaven amb la seva cavalleria, carregada amb dos taleques de blat. Perquè les cavalleries poguessin estar ben instal·lades, mentre s'esperaven que molguessin el gra, al carrer de la part més alta del molí, hi havia unes quadres on es podien allotjar unes 20 cavalleries.
Als anys 60 va ser la Cooperativa Verge de Carrassumada la que va llogar l'edifici per fabricar pinso i oli, desenvolupant molta activitat econòmica entre els dos productes. Respecte al molí d'oli, tot i les millores que hi varen fer la cooperativa, només es va utilitzar durant unes poques campanyes. Com que el fred va matar gran part dels olivers, la cooperativa va optar per la fabricació de l'oli, i per intensificar la del pinso. El cabal d'aigua que necessitava el molí s'alimentava de la séquia de reg a través de braçals, que desembocaven a la bassa, expressament feta junt amb el pou. L'aigua del Segre era la font d'energia, fins que s'hi va introduir les noves tecnologies, la mecanització i les turbines elèctriques. Aquesta construcció, en la seva època, va ser d'una importància molt rellevant. Constava de quatre moles, una d'elles era la més gran dels entorns. A partir de l'any 1966 el molí va quedar en desús total, i amb el temps es va anar deteriorant. Des del desembre del 2011 té la funció de museu.
L'immoble, és un conjunt edificat amb un nucli més antic, que és el prisma central, de cinc plantes, tres sobre rasant i dues en soterrani, que era el molí fariner pròpiament dit, aquest cos central es va ampliar amb dos cossos annexos, en la planta baixa i primera des del cos inferior, i part de la segona i tercera en el cos alt, en els quals amb uns desplaçaments de força motriu mitjançant arbres de transmissió mecànica i corrioles o volants, es va ampliar i va substituir l'antic molí de producció de farina per un molí de producció d'oli mitjançant la mecanització de les moles, i la producció d'energia elèctrica mitjançant la mecanització de les turbines als generadors. El conjunt hidràulic complet ho conformen doncs, la bassa reguladora i el salt hidràulic.

### Masos de volta
Són construccions típicament d'aquesta zona, que es troben a prop de l'embassament d'Utxesa. Les seves característiques constructives són simples i les feien els pagesos per a tenir un lloc on aixoplugar-se de les pluges i lloc de repòs dels animals. Esporàdicament i depenent de cada cas concret, servien com a lloc de pernoctació dels pagesos en l'època del batre.

### Cadolles
Les Cadolles són clots naturals que apareixen damunt d'un pla rocós on s'acumula la pluja, formant un petit bassal. Les seves formes són majoritàriament circulars. En alguns indrets s'han picat per tal d'eixamplar-los i poder guardar més quantitat d'aigua. No gaire lluny d'aquí, també damunt d'unes roques, s'observen unes canalitzacions treballades en la roca que conflueixen amb l'objecte de recollir aquesta aigua.

### Restes arqueològiques
El municipi de Torres de Segre és ric en restes arqueològiques. Hi ha vestigis d'un assentament de l'edat del bronze a Solibernat, amb diversos nivells d'habitatges que s'estenen per tots els vessants dels tossals, on diverses espones de conreu tallaren els nivells d'habitatge i posaren al descobert els nivells arqueològics (en aquests talls hom pot recollir diversos materials ceràmics, i escampats arreu es troben molins de mà, percutors, dents de falç de sílex, alguna sageta, etc.). En aquest indret també s'han localitzat restes constructives i ceràmiques d'època medieval.
Uns 3,5 km al N de Soses, uns 30 m a l'esquerra del camí de Torres de Segre a Vallmanya, al fons de la vall de Vilanova de Remolins, s'han recuperat bastants fragments de sílex i de ceràmica a mà. Uns 1 500 m al SE del pantà d'Utxesa i uns 4 km al NW del nucli urbà de Sarroca, també hi ha vestigis de l'edat del bronze, com al Tossal dels Moros, on dominant aquest embassament hi ha un jaciment molt amagat per la superposició d'un castell medieval.
A l'anomenat Tossal del Pelegrí, ha estat documentada l'existència d'un petit abric en la roca sorrenca que podria haver estat determinat per l'aixecament d'un habitacle, encara que no s'observen restes de construcció en superfície (el material consta de fragments de sílex i de ceràmica representativa del repertori comú dels assentaments del pla de Lleida i de bona part de les coves habitades durant l'edat del bronze).
A la partida de Vilanova, al N de l'autovia N-II, en el lloc conegut amb el nom de lo Morro, hi ha un tossal allargassat, l'erosió del qual ha posat al descobert gran quantitat de restes corresponents a l'edat del bronze; al peu del vessant NE hi ha plantes d'habitacions (plantes quadrades) que són una extensió del mateix hàbitat del pla.
Entre altres jaciments de la mateixa època, que s'escampen per tot aquest municipi, cal esmentar el de la partida de Rodamilans, al peu de l'elevació on es troba l'ermita de la Mare de Déu de Carrassumada; al cim d'aquesta mateixa elevació, en el pla situat davant de l'ermita i al vessant NW també s'han trobat restes de poblament ibèric (algunes parets, avui amagades, i restes de ceràmica característica d'aquesta època).
Pel que fa als assentaments romans, cal mencionar les restes d'una vil·la que s'ha documentat a l'indret anomenat lo Racó de la Figuera; la que es localitza al costat de l'autovia A-2 (a la partida de Vilanova), i la situada a 2,5 km del nucli urbà de Sunyer en direcció S, al costat dret del camí de la Grallera.

## Festes i esdeveniments
- Sant Macari: 2 de gener
- Carnestoltes: penúltim diumenge de febrer
- Volta al Pantà d'Utxesa: últim diumenge de febrer
- Festa de les Cassoles: últim diumenge d'abril
- Festa del Pescador: 1 de maig
- Pedalada Popular: primer diumenge de maig
- Sant Isidre: 9 de maig
- Revetlla de Sant Joan: 23 de juny
- Festa del Jovent: últim dissabte de juliol
- Diada de Catalunya: 11 de setembre
- Festa Major d'hivern en honor a Santa Bàrbara: 4 al 9 de desembre

## Esports
- Futbol. Club Esportiu Torres de Segre. El Primer Equip competeix a la Quarta Divisió Catalana. L'equip de Veterans[Enllaç no actiu] disputa la Primera Divisió Lleidatana.
- Futbol sala. Club Atlètic Torres de Segre. El Primer equip juga a la Primera Divisió Catalana. Històricament existia l'Escola de futbol sala, formada per l'equip Juvenil, Cadet, Infantil, Aleví i Benjamí.
- Bàsquet. Club Bàsquet Torres. El forma el Primer Equip.
- BTT. BTT Torres de Segre. Grup ciclista de bicicleta tot terreny.
- Bitlles. Club de Bitlles Torres de Segre Arxivat 2013-09-28 a Wayback Machine.. Grup de bitllaires que competeixen en la lliga organitzada per l'Associació de Clubs de Bitlles Tradicionals Lleidatanes per Lleure.
- Pesca. Club Esportiu de Pesca Torres de Segre Arxivat 2013-09-27 a Wayback Machine..